# SEPECAT Jaguar
SEPECAT Jaguar je britsko-francouzský proudový bojový letoun určený k útokům na pozemní cíle původně používaný britským Královským letectvem (RAF) a francouzským letectvem (Armée de l'Air) a určený k provádění blízké letecké podpory a jaderným úderům. Letoun je i nadále používán v několika dalších zemích, kam byl vyvážen (např. Indie, Omán).
Letoun byl původně koncipován v 60. letech 20. století jako proudový cvičný a lehký bitevní letoun. Požadavky na letoun se brzy změnily na nadzvukový letoun schopný provádět průzkum a údery taktickou jadernou zbraní. Pro Francii byla plánována i varianta pro službu na letadlových lodích. Ta ale byla nakonec zrušena ve prospěch levnějšího letounu Dassault Super Étendard. Draky letounů byly vyráběny společností SEPECAT, což byl společný podnik firem Breguet Aviation a British Aircraft Corporation. Toto spojení bylo jedním z prvních velkých společných anglo-francouzských programů výroby vojenských letadel.
Letouny Jaguar byly úspěšně vyváženy do Indie, Ománu, Ekvádoru a Nigérie. V rámci různých leteckých sil byly Jaguary použity v několika konfliktech a vojenských operacích v Mauretánii, Čadu, Iráku, Bosně a Pákistánu. Stejně tak představoval nosič jaderné zbraně pro Velkou Británii, Francii a Indii v druhé polovině Studené války a po jejím skončení. Během války v Perském zálivu byl letoun ceněný pro svou spolehlivost a byl cenným příspěvkem pro koaliční letectvo. Letoun sloužil v rámci Armée de l'Air jako hlavní útočný letoun do 1. července 2005 a u Royal Air Force do konce dubna 2007. U RAF byl nahrazen letouny Panavia Tornado a Eurofighter Typhoon a u francouzského letectva letouny Dassault Rafale. Indie plánuje do budoucna vyměnit letouny Jaguar vyvíjenými stroji Advanced Medium Combat Aircraft (AMCA).

## Vývoj

### Pozadí

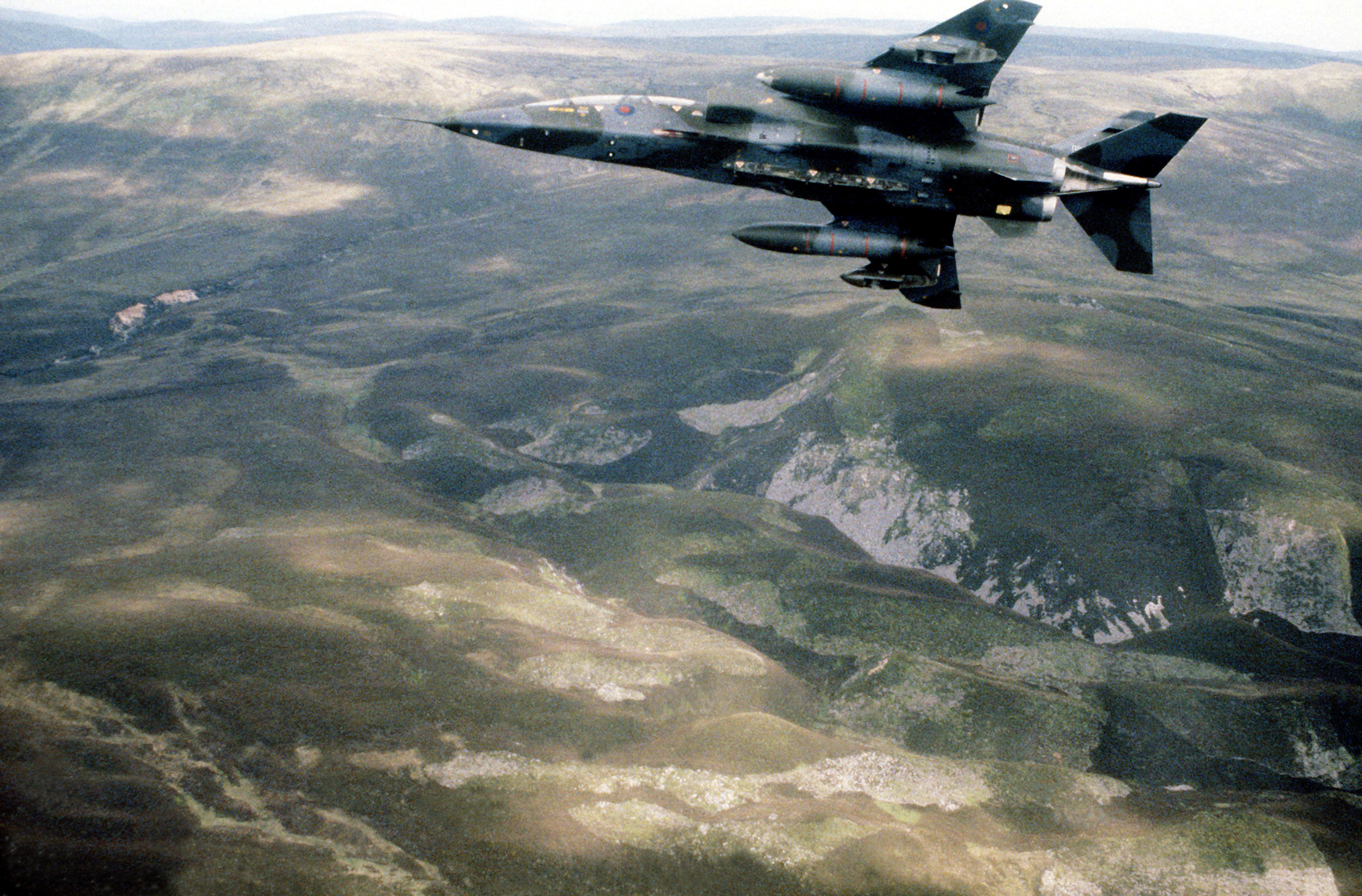
Jaguar T2 RAF při letu nad Skotskem 15. června 1981.

Program Jaguar byl zahájen na počátku 60. let 20. století jako reakce na britský požadavek (Air Staff Target 362) na nadzvukový cvičný letoun pro pokročilý výcvik, který by nahradil letouny Folland Gnat T1 a Hawker Hunter T7, a na francouzský požadavek ECAT (École de Combat et d'Appui Tactique) na levný, podzvukový letoun pro cvičné a lehké bitevní účely, který by nahradil stroje Fouga Magister, Lockheed T-33 a Dassault Mystère IV. V obou zemích nabídlo své návrhy několik společností: BAC, Hunting, Hawker Siddeley a Folland v Británii; Breguet, Potez, Sud Aviation, Nord Aviation a Dassault Aviation ve Francii. V květnu 1965 bylo podepsáno Memorandum o porozumění s tím, že země budou společně vyvíjet dvě letadla. Cvičné založené na ECAT a větší s názvem AFVG (Anglo-French Variable Geometry).
Jednání vedená mezi Velkou Británií a Francií vedla v roce 1966 k vytvoření společnosti SEPECAT (Société Européenne de Production de l'Avion d'École de Combat et d'Appui Tactique – Evropská společnost pro výrobu bojového cvičného a taktického letounu) jako společný podnik mezi společností Breguet Aviation (Breguet se později spojila ve společnost Dassault-Breguet a následně byla přejmenována na Dassault Aviation) a společnosti British Aircraft Corporation, která měla vyrábět draky letounů. Ačkoliv byl letoun založen na částech návrhu francouzského letounu Breguet Br.121, používal například stejné základní uspořádání a vylepšený podvozek navržený ve Francii, většina částí Jaguaru byla navržena britskou společností BAC.
Výroba součástí letounu byla rozdělena mezi společnosti Breguet a BAC. Tyto součásti byly montovány na dvou výrobních linkách – jedna ve Spojeném království a jedna ve Francii, avšak žádné součásti nebyly vyráběny duplicitně, každý díl letounů měl jen jednoho výrobce. Britské požadavky na cvičný letoun byly náročnější, vyžadovaly nadzvukové výkony a vynikající avioniku. Výsledkem bylo, že Br.121 potřeboval tenčí křídlo, zvětšený náklad zbraní a větší výkon, aby se připlížil požadavkům RAF na letoun s přeletovým doletem 2 600 mil (4 200 km).
Jinou spoluprací mezi společnostmi Rolls-Royce a Turbomeca byly vyvinuty dvouproudové motory s přídavným spalováním Adour. Br.121 byl navržen s motorem Tourmalet společnosti Turbomeca, ale Breguet preferoval motor RR RB.172. Pro společný letoun se počítalo s motorem, který obsahoval prvky obou motorů. Nový motor, který měl být používán i pro AFVG byl vyráběn v Derby (Anglie) a Tarnosu (Francie).
Uvedené společné úsilí mezi Británií a Francií bylo komplikované – AFVG program skončil zrušením a spory obklopovaly i vývoj nadzvukového dopravního letounu Concorde. Přestože technická spolupráce mezi BAC a Breguetem se nakonec vyvíjela dobře, když Dassault převzal společnost Breguet v roce 1971, začal prosazovat prodej svých vlastních letounů, jako byl například námořní útočný letoun Super Étendard a Mirage F1, z kterých by získal mnohem větší zisk, než z anglo-francouzského projektu Jaguaru.
Británie měla původně v plánu koupit 150 cvičných Jaguarů „B“ a Francie měla koupit 75 cvičných letounů „E“ (école) a 75 jednomístných bitevních letounů „A“ (appui). Dassault však prosazoval své vlastní letadlo Mirage G místo společného AFVG. V červnu 1967 Francie zrušila svou účast na AFVG z rozpočtových důvodů. To vedlo k vytvoření mezery v plánech RAF na bitevní letoun pro 70. léta 20. století. Avšak v době, kdy Francie zrušila svou účast v AFVG, Německo projevilo opravdový zájem o letoun Jaguar, a proto se projekt začal více orientovat na bitevní letoun pro nízké letové hladiny. Přestože se Německo nakonec k programu nepřipojilo, Británie se rozhodla pro tuto novou bitevní verzi.
V říjnu 1970 se požadavek RAF změnil na 165 jednomístných bitevních letounů a 35 cvičných strojů. Jaguar měl nahradit letouny McDonnell Douglas Phantom FGR2 v roli letounu pro přímou leteckou podporu, taktický průzkum a pro taktické údery. Uvolněné Phantomy měly být použity pro protileteckou obranu. Francouzské i britské požadavky na cvičné stroje se značně vyvíjely, a nakonec byly místo Jaguary uspokojeny letouny Alpha Jet a Hawker Siddeley Hawk. Francie mezitím vybrala Jaguar jako náhradu za letouny námořního letectva Dassault Étendard IV a zvýšila svou objednávku o 40 letounů Jaguar M schopných operovat z letadlové lodi. Z těchto zdánlivě nesourodých požadavků mělo vzniknout jedno úplně odlišné letadlo: na poměrně vysoké technické úrovni, nadzvukové a optimalizované pro útoky proti pozemním cílům v oblastech s vysokým ohrožením.

### Prototypy
První z osmi prototypů poprvé vzlétnul 8. září 1968. Byla to dvousedadlová verze osazená první výrobní verzí motoru Adour. Tento letoun později při třetím letu překonal rychlost zvuku, ale byl ztracen při přistání 26. března 1970 kvůli požáru motoru. Druhý prototyp vzlétnul v únoru 1969. V tom roce se tři prototypy objevily na Pařížském aerosalonu. První francouzský prototyp „A“ vzlétnul v březnu 1969. V říjnu vykonal svůj první let i britský prototyp „S“.
Prototyp verze „M“ vzlétnul v listopadu 1969. Verze M měla zesílený trup, přistávací hák a odlišný podvozek – dvojité přední kolo a hlavní podvozek osazený jedním kolem. Po zkouškách ve Francii byl letoun odeslán do Thurleigh ke zkouškám na katapultu umístěném na zemi. V červenci 1970 vykonal skutečné starty a přistání z francouzské letadlové lodi Clemenceau (R98). Při těchto zkouškách vznikly pochybnosti ohledně reakce letounu na prudké zvýšení tahu při zrušení přistání během přiblížení. Zkoušky na lodi také odhalily problémy s ovládáním letounu při letu na jeden motor, ačkoliv projektované motory s něčím takovým počítaly. Verze M byla zamýšlena jako vhodná náhrada za letouny Étendard IV, ale francouzské námořnictvo bylo schopno zakoupit pouze 60 místo plánovaných 100 letounů.
Tím že byl Jaguar tak drahý, by byla omezena síla francouzského námořnictva, které by si nemohlo dovolit více letounů. Společnost Dassault proto navrhla letoun Super Étendard, jehož vývoj byl jednodušší a levnější, protože vycházel z existujícího stroje Étendard IV. V roce 1973 francouzské námořnictvo objednalo tyto stroje místo Jaguarů, ačkoliv si jich nakonec mohlo dovolit jen 71 místo plánovaných 100 díky rovněž vzrůstajícím nákladům na vývoj stroje Super Étendard. Verze M byla zrušena francouzskou vládou v roce 1973.

## Popis

### Celkové uspořádání

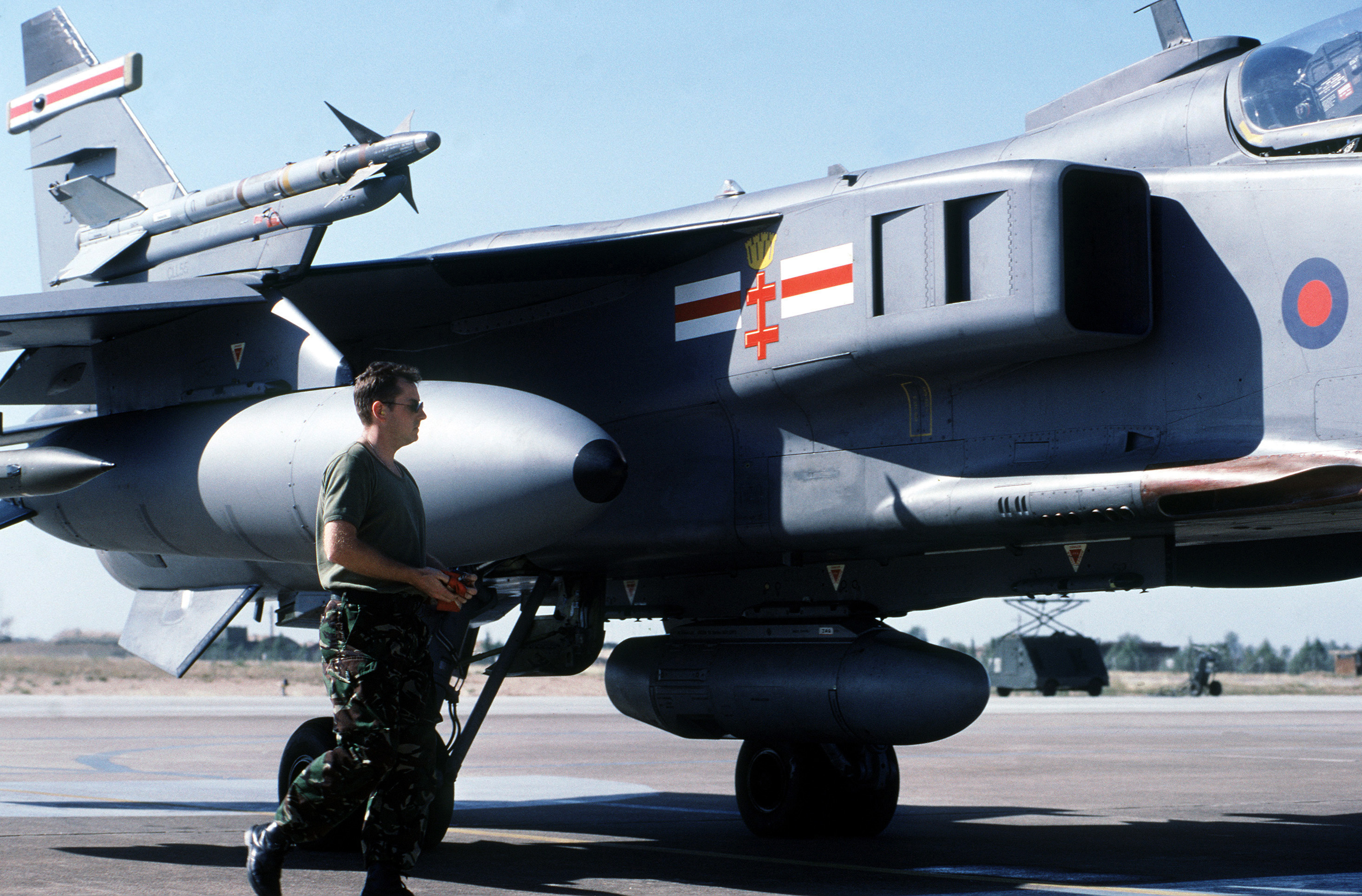
Britský Jaguar GR3 se střelou AIM-9L Sidewinder.

Jaguar je klasický, jednomístný, dvoumotorový jednoplošník se zkosenými křídly a vysokým zatahovacím tříbodovým podvozkem. Ve svém původním uspořádání má maximální vzletovou hmotnost větší než 15 tun a bojový rádius při letu jen na vnitřní palivové nádrže kolem 850 km, což mu dávalo lepší operační dolet než moderním letounům protivníka jako byl MiG-27. Letoun je vybaven pěti externími závěsníky o celkové nosnosti 10 000 liber (4 500 kg), typické zbraně nesené letounem zahrnovaly raketnice neřízených raket MATRA LR.F2, bomby BAP 100-mm, protiradarové střely MATRA AS37, protiletecké střely AIM-9 Sidewinder a kazetové bomby Rockeye. Jaguary RAF obdržely některé nové zbraně během války v Perském zálivu. Tyto zbraně zahrnovaly vysokorychlostní střely CRV7 a americké kazetové pumy CBU-87. Každý Jaguar byl vyzbrojen buď dvojicí francouzských kanónů DEFA, nebo britských kanónů ADEN.
Některé Jaguary měly namontovány neobvyklé závěsníky nad křídly (nad vnitřním závěsníkem pod křídlem) používané pro střely vzduch-vzduch krátkého dosahu, jako byly například střely Matra R550 Magic nebo AIM-9 Sidewinder. Takto byly uvolněny závěsníky pod křídly pro další zbraně a náklad. Jaguary RAF obdržely tyto pylony během války v Perském zálivu (Operace Granby) v roce 1990, francouzské Jaguary ale nebyly takto upraveny. Jaguary 97 RAF měly být vybaveny i možností vypouštět střely ASRAAM z pylonů nad křídly, ale z rozpočtových důvodů tyto zbraně nebyly pořízeny.

### Motory
SEPECAT Jaguar je poháněn dvouproudovými motory Rolls-Royce Turbomeca Adour, které byly vyvíjeny současně s letounem a hlavně pro tento letoun. Partnerství oddělené od SEPECAT bylo vytvořeno mezi společnostmi Rolls-Royce a Turbomeca za účelem vyvinutí motoru Adour – dvouproudového motoru s přídavným spalováním. Pro větší odolnost v boji byla zvolena dvojice motorů. Velký důraz byl kladen na jednoduchost údržby, výměna motoru byla možná během 30 minut. Jaguary potřebovaly velký obtokový poměr kvůli potřebě velkého tahu při startu, nadzvukovým letům a letům v nízkých výškách.

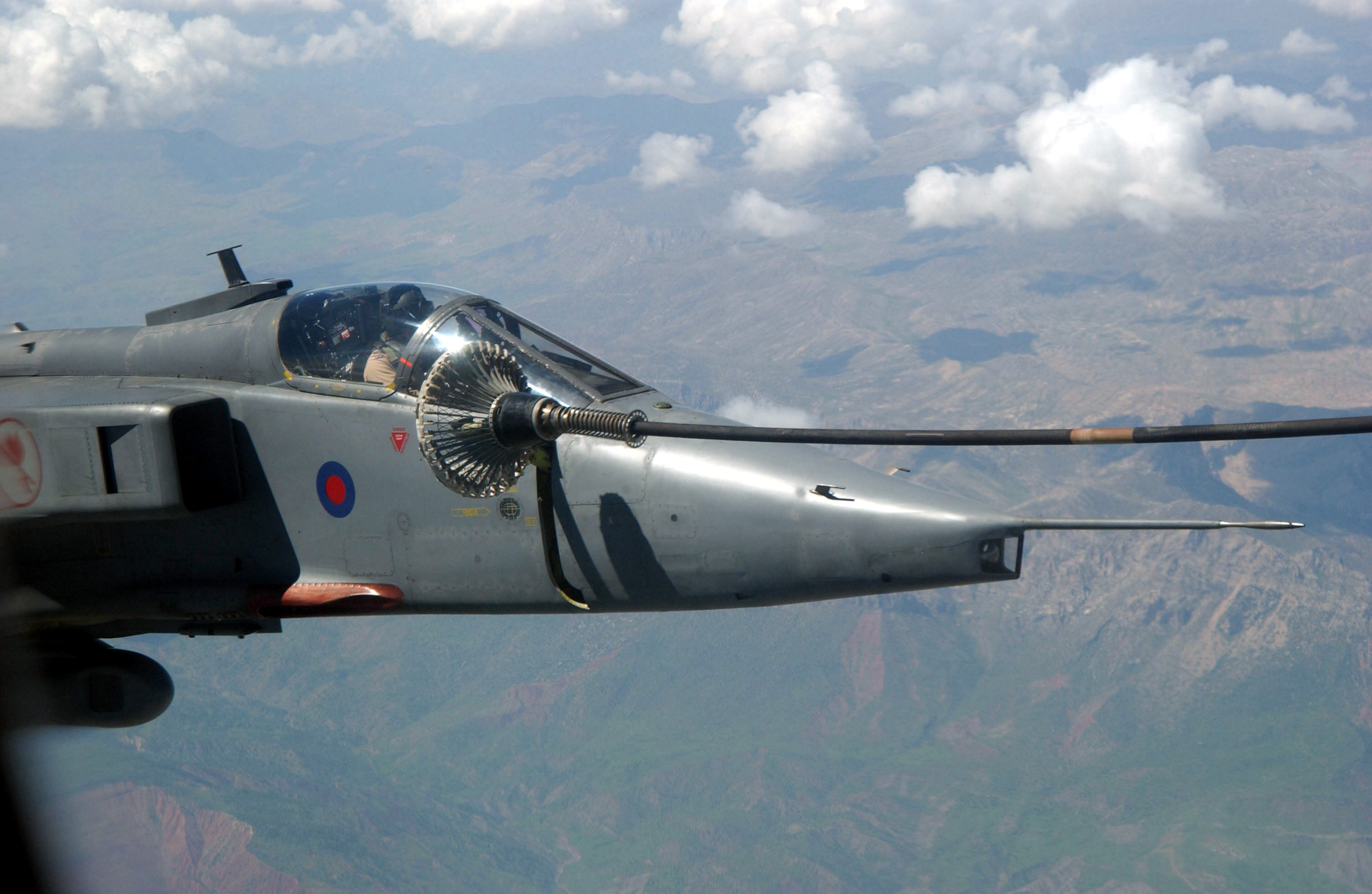
Jaguar GR3 RAF během doplňování paliva za letu.

Když 8. září 1968 poprvé vzlétnul prototyp Jaguaru, byl to zároveň i první vzlet motoru Adour. Na počátku svého vývoje měly motory Adour problémy se stabilitou systému přídavného spalování a testování na letadlové lodi odhalilo dlouhou reakci na přidání výkonu, což bylo problematické v situaci, kdy bylo přistání přerušeno. Různá vylepšení motoru odstranila tyto závady před uvedením letounů do operační služby. Francouzské Jaguary byly uvedeny do služby s použitím původních motorů Mk.101. Jaguary RAF používaly motory Mk.102, které měly vylepšené přídavné spalování a ovládání regulace výkonu. RAF později vyměnila v roce 1983 u svých Jaguarů motory za Adour Mk.104 a opět v roce 1999 za Mk.106. Každá z těchto výměn poskytla zlepšení výkonů.
Motor Adour byl vyvinut jak ve verzi s přídavným spalováním tak i bez něho. Letoun BAE Hawk používal motor Adour bez přídavného spalování. Motor Adour byl rovněž použit u několika zahraničních letounů jako byly například McDonnell Douglas T-45 Goshawk, Mitsubishi T-2 a Mitsubishi F-1 (které se podobaly letounům Jaguar). Dokonce i vyřazení Jaguarů v Evropě ze služby jsou motory Adour vyráběny a jsou vyvíjeny i nové verze.

### Avionika

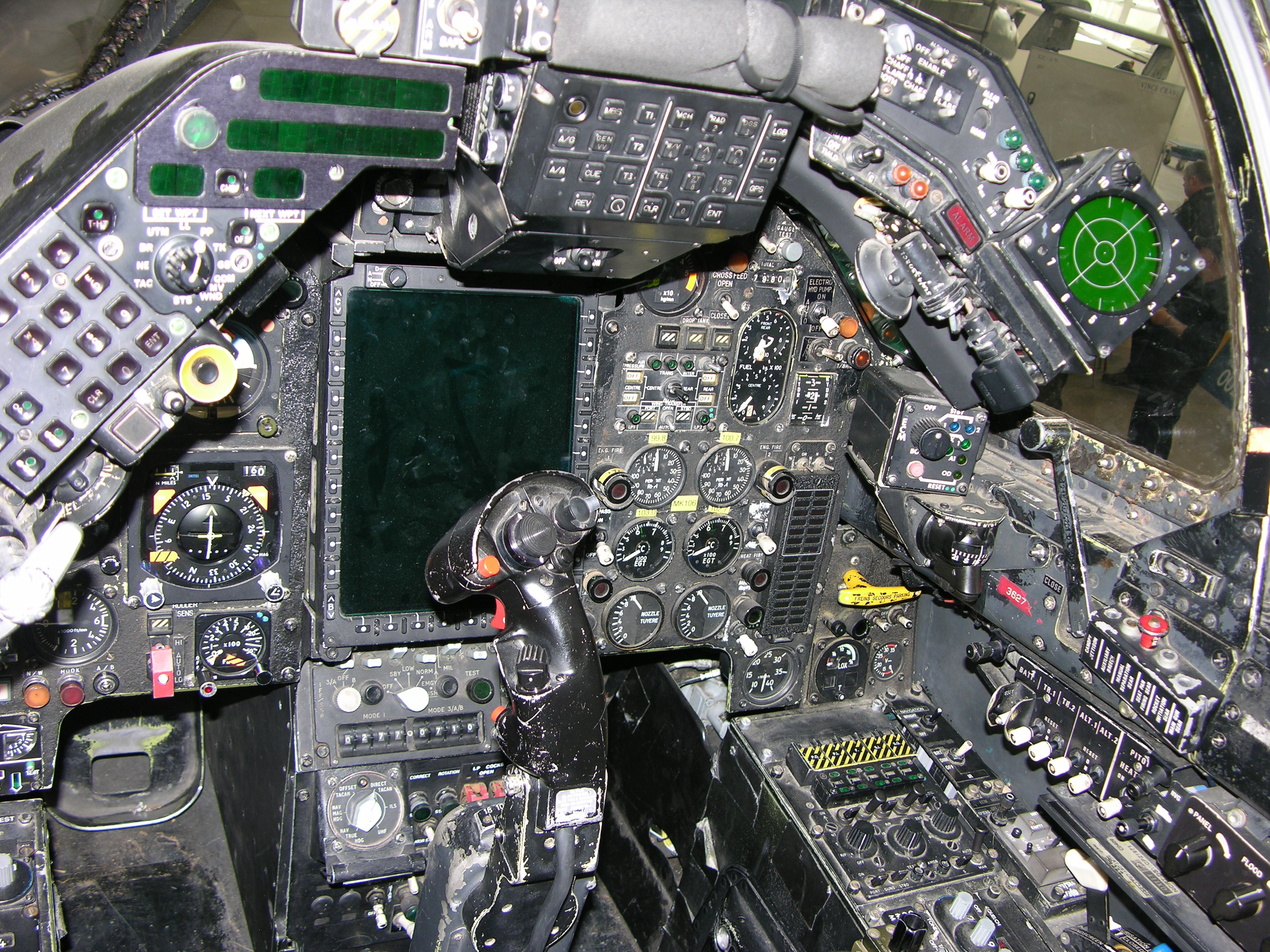
Kokpit britského letounu Jaguar GR3A.

Zatímco operační nasazení, jako například válka v Zálivu, prokázalo, že Jaguary jsou po mechanické stránce spolehlivější než letouny Panavia Tornado, avionika letounů byla během misí slabým článkem. Vzhledem k tomu, že Jaguary měly problémy s navigací a navedením na cíl, byly francouzské letouny doprovázeny průzkumnými letouny Dassault Mirage F1CR, které pracovaly ve funkci leteckých návodčích pro Jaguary. Na britské straně zase sloužily letouny Blackburn Buccaneer jako letouny označující cíle laserem. Jaguary však byly cenným příspěvkem do letecké kampaně během války v Perském zálivu. 12 letounů RAF vykonalo 612 bojových letů, přičemž nebyl ztracen ani jeden letoun. Avšak na letounech musely být provedeny významné změny jak během této války, tak i po válce.
Vzhledem k zastaralým navigačním systémům, které nebyly schopné poskytnout požadovanou přesnost, byly francouzské i britské Jaguary rychle opatřeny přijímači GPS, což byla v té době poměrně nová technologie. Před bombardováním NATO v Bosně a Hercegovině v roce 1995, známé názvem operace Rozhodná síla byl určitý počet Jaguarů vylepšen schopností nést laserový značkovací kontejner TIALD a letouny byly přeznačeny na Jaguar GR1B nebo T2B. Krátce poté byly Jaguary RAF vylepšeny do jednotného standardu, který zahrnoval systém TIALD a schopnost nést nové průzkumné kontejnery. Letouny GR3 (Jaguar 96) byly vylepšeny novým průhledovým displejem (HUD), ovládáním pomocí joysticku, zabudováním GPS a navigačního systému TERPROM (Terrain Referenced Navigation). Dalším vylepšením letounů Jaguar GR3A bylo zavedení digitálních průzkumných kontejnerů EO GP1 (JRP), zobrazování údajů přímo na helmě pilota, vylepšené displeje v kokpitu, datové spojení a vylepšené systémy nočního vidění.
Jeden Jaguar byl přestavěn na Jaguar Active Control Technology (ACT) s řízením po kabelech a aerodynamickými úpravami draku. Získané zkušenosti byly použity při vývoji letounu Eurofighter Typhoon.

## Služba

### Francie
Francouzské letectvo obdrželo první sériový Jaguar v roce 1973, první z 160 jednosedadlových letounů Jaguar A. Pro přeškolení pilotů na nový typ a další výcvik Francie rovněž odebrala 40 dvousedadlových strojů Jaguar E. Ačkoliv byl Jaguar schopen nést jednu francouzskou taktickou jadernou pumu AN-52, francouzská vláda nikdy nezahrnula žádný Jaguar pro použití v Force de frappe, což jsou francouzské odstrašující strategické síly. Tyto úkoly prováděly letouny Dassault Mirage IV a později Mirage 2000-N. Jaguary vyzbrojené jadernými zbraněmi měly místo toho sloužit v „předstrategické“ roli, měly vyčistit cestu pro strategické úderné síly. Jaderné bomby AN-52 byly vyřazeny ze služby v září 1991. Poté se letka „Escadron de Chasse 7“, původně vyzbrojená jadernými zbraněmi, přeorientovala na útoky konvenční výzbrojí. Francouzské Jaguary také sloužily v roli letounů pro elektronický boj (ECM), kdy nesly protiradarové střely Martel, měly schopnost zůstávat ve vzduchu po dlouhou dobu a potlačovat nepřátelskou protiletadlovou obranu, přičemž palivo tankovaly za letu.

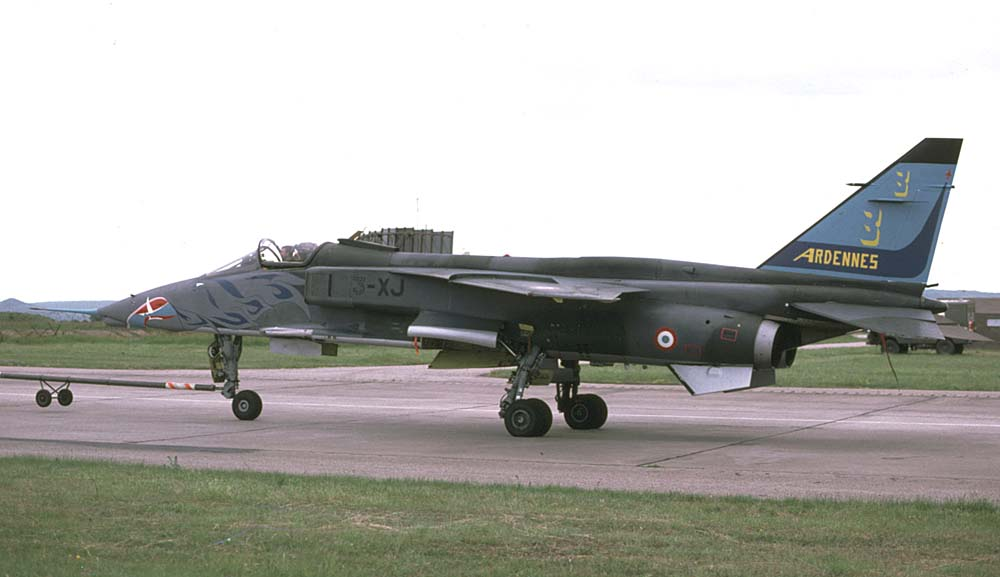
Francouzský Jaguar vlečený na letišti.

Ve francouzské službě byly Jaguary v 70. letech 20. století často umísťovány do Afriky na obranu francouzských národních zájmů. Této politice se občas říkalo „Jaguarová diplomacie“ (la diplomatie du Jaguar). Jaguary vykonaly svůj bojový křest proti povstaleckému hnutí Fronta Polisario v Mauretánii v prosinci 1977 jako součást operace Lamantin. V srpnu 1978 byla založena konvenčně vyzbrojená letka rychlé reakce, která byla připravena k rychlému přesunu, aby mohla podporovat francouzské síly a zájmy kdekoliv na světě.
Francie se rovněž na dlouhou dobu zapojila do konfliktu mezi Čadem a Libyí. 2 000 mužů včetně vrtulníků a Jaguarů byly přemístěny do centrálního Čadu k jeho obraně v roce 1978. Další síly dorazily později v rámci operace Tacaud. Jaguary se zúčastnily bojů v květnu a červnu 1978, kdy významně přispěly k zastavení ofenzívy sil FROLINAT, které vedl Goukouni Oueddei. Jeden letoun byl sestřelen, ale pilot byl zachráněn vrtulníkem.
Na podporu dalších operace v oblasti, známé pod názvem operace Manta, byly Jaguary přemístěny do Bangui ve Středoafrické republice v roce 1983, poté se vrátily do Čadu na mezinárodní letiště N'Djamena. 25. ledna 1984 Jaguary zaútočily na skupinu rebelů, která ustupovala po nájezdu na město Zigey. Jeden letoun byl sestřelen a pilot kapitán Michel Croci byl zabit – Libye zapojení do akce popřela. Síly operace Manta byly staženy v roce 1984, jako součást úmluvy o uklidnění konfliktu, přičemž se z Čadu měly stáhnout jak francouzské tak libyjské síly. Libye však podmínky smlouvy nerespektovala, a proto se Jaguary vrátily do Čadu v roce 1986 jako součást operace Epervier, tentokrát však v mnohem silnější úloze. 16. února 1986 11 Jaguarů doprovázených letouny Mirage F-1 a podporovaných letouny C-135F a Breguet Atlantic odstartovalo na nálet na letiště Ouadi Doum, které stavěla Libye v severním Čadu. Letouny použily protiletištní bomby BAP-100. V reakci na libyjské nájezdy následovala další akce 7. ledna 1987, když Jaguar zničil libyjský radar střelou Martel. Jaguary umístěné na letišti N'Djamena byly opakovaně cílem libyjských sabotáží kvůli jejich účinnosti proti nepřátelským silám, avšak tyto pokusy byly neúspěšné.
Jelikož Francie vystoupila z vojenských struktur NATO, byly společné operace s britskými Jaguary v 80. letech 20. století omezené. Avšak v 90. letech byly francouzské Jaguary odeslány, aby se účastnily několika koaličních kampaní, a to od války v Zálivu v roce 1991 do konfliktu v Kosovu v roce 1999. Během bombardování NATO v Bosně a Hercegovině v roce 1995 se šest Jaguarů startujících z Itálie zúčastnilo 63 bojových letů. Poslední Jaguar byl ve Francii vyřazen ze služby v roce 2005, přičemž byl ve své roli letounu útočícího proti pozemním cílům nahrazen letounem Dassault Rafale.

### Spojené království

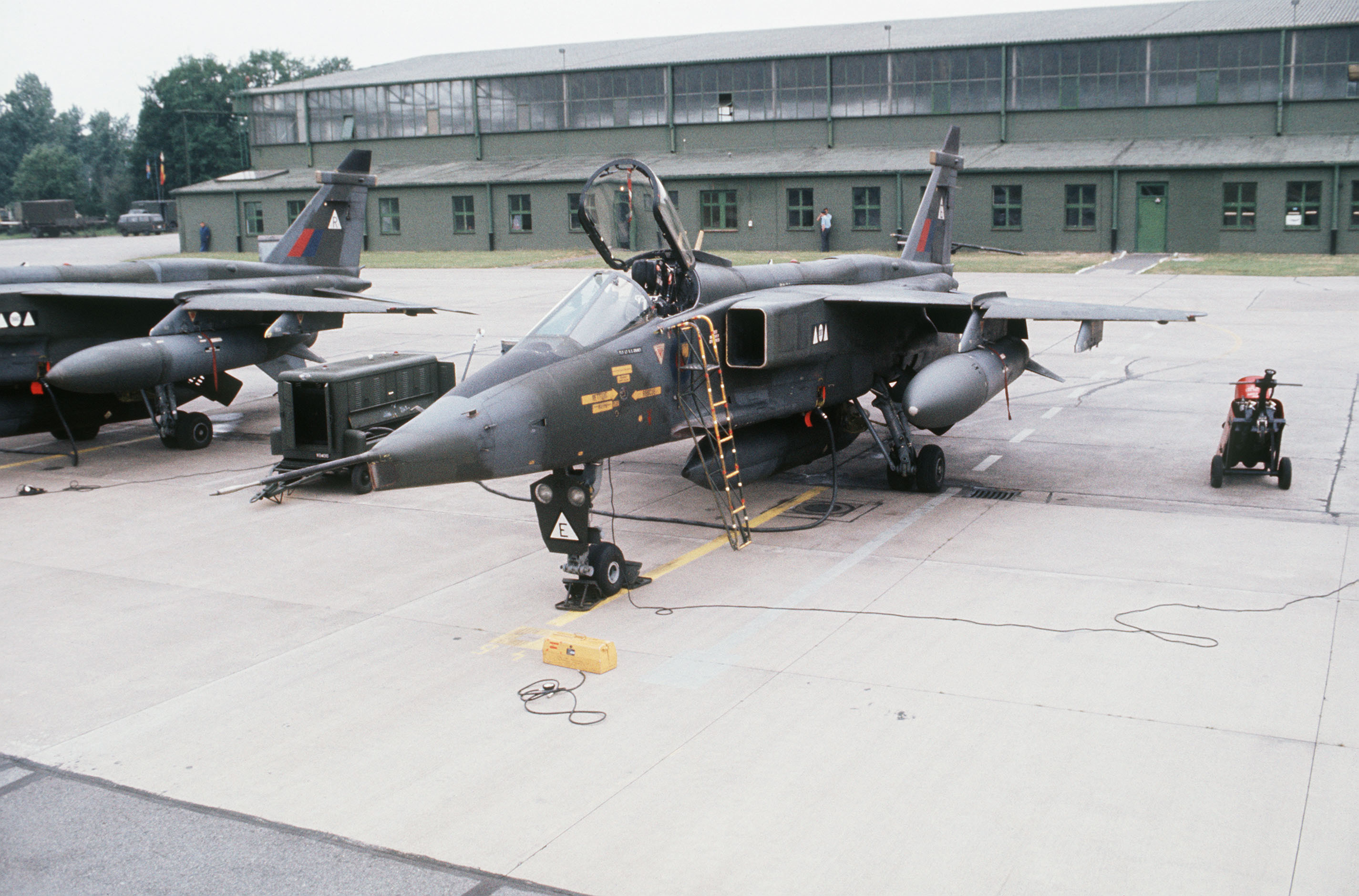
Britský Jaguar GR1 na základně RAF Wildenrath v Německu v roce 1978.

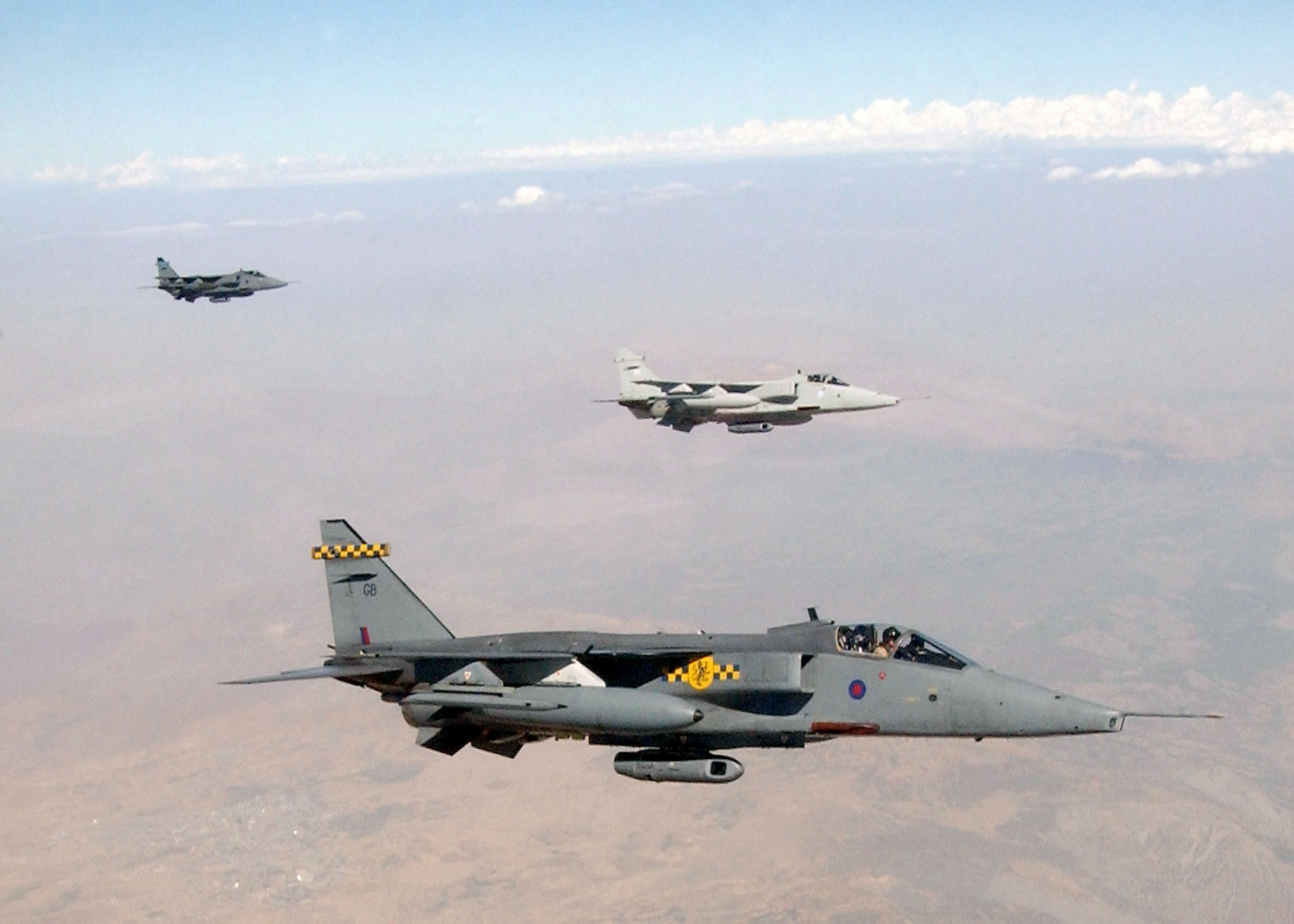
Tři Jaguary RAF během operace Severní hlídka v září 1999.

V roce 1974 RAF přijala první z 165 jednomístných letounů Jaguar GR1 (Britské služební označení letounů Jaguar S). Tyto stroje byly doplněny 35 dvoumístnými cvičnými letouny Jaguar T2 (původně Jaguar B). Jaguary S a B měly lepší navigační a útočný systém než verze A a E používané u Armée de l'Air. Jaguary RAF byly používány u perutí rychlého nasazení a jako regionální posily. Další létaly jako letouny pro taktický úder jadernou zbraní, přičemž nosily jadernou pumu WE.177.
V dubnu 1975 byly s jedním Jaguarem prováděny testy schopnosti startu a přistání na náhradní rozjezdové dráze. Bylo provedeno mnoho startů a přistání na dálnici M55 v Anglii. Závěrečné testy zahrnovaly i starty s plnou výzbrojí. Tato schopnost nebyla nikdy použita v operační službě, ale byla považována za užitečnou, protože se předpokládalo, že improvizované ranveje budou jediné dostupné při rozsáhlém evropském konfliktu. V intenzivní evropské válce měly Jaguary podporovat pozemní síly na evropském kontinentu při jejich obraně před sovětským útokem na západní Evropu tím, že měly udeřit na cíle za frontou a tak vystupňovat konflikt. Na každou letku s 12 stroji Jaguar bylo přiděleno 8 jaderných bomb WE.177. Celkem mělo tento úkol 7 letek (84 strojů), které měly přidělenu zásobu 56 jaderných pum. Zdánlivý nesoulad mezi počtem letadel a jaderných pum byl dán tím, že plánovači RAF uvažovali o tom, že v první konvenční části války bude zničena asi třetina strojů, zbývající dvě třetiny by dopravily všechny přidělené jaderné pumy na určené cíle.
Od prosince 1983 bylo 75 Jaguarů GR1 a 14 Jaguarů T2 bylo vylepšeno na standard GR1A a T2A vybavením navigačním a útočným systémem FIN1064 místo původního NAVWASS. V té samé době byla také většina remotorizována motory Adour Mk.104 a byly vybaveny schopností nést střely vzduch-vzduch AIM-9 Sidewinder a kontejnery AN-ALQ-101(V)-10 pro elektronické rušení pod křídly.
Počty Jaguarů u RAF se začaly měnit na konci roku 1984, kdy 17., 20. a 31. peruť RAF vyměnila své Jaguary za letouny Panavia Tornado GR1. Tyto perutě i poté působily v roli letounů pro úder jadernou zbraní. Dvě další jednotky RAF v Německu, 14. a 2. peruť, přezbrojily v letech 1985 a 1989. A tak Jaguary zůstaly jen u 6., 41. a 54. perutě na základně RAF Coltishall.
V roce 1991 se 12 Jaguarů RAF účastnilo války v Perském zálivu. V roce 1994 vyvstala potřeba zvětšit počet letounů schopných nést laserem naváděné bomby, proto bylo 10 letounů GR1A a 2 T2A upraveno k nesení laserového značkovače TIALD. Tyto letouny byly přeznačeny na Jaguar GR1B a T2B. Jaguary GR1B vybavené značkovači TIALD byly v srpnu 1995 poslány do Itálie, aby se zúčastnily bombardování pozic bosenských Srbů (Operace Rozhodná síla). Při těchto akcích označovaly cíle pro letouny RAF Harrier. Během operací v Bosně a Hercegovině Jaguary 41. perutě RAF provedly první bombardovací akce RAF v Evropě od skončení 2. světové války, tedy po 50 letech.
Po úspěšném vylepšení letounů GR1B/T2B, RAF zahájila plán modernizace celé flotily Jaguarů na jeden společný standard, který zahrnoval několik vylepšení, které dostalo několik letounů při válce v Perském zálivu spolu s přidáním systému TIALD a nových průzkumných podvěsných kontejnerů. Vylepšení probíhalo ve dvou fázích – prozatímní vylepšená verze GR3 (Jaguar 96) dostala nový průhledový displej, nové řízení joystickem, navigační systém GPS a navigační systém TERPROM. Letouny byly dodány ve dvou variantách – pro průzkum a laserové značkování. Další vylepšení pod označením Jaguar GR3A (také známé pod názvem Jaguar 97) zahrnulo širokou kompatibilitu s TIALD a nové digitální průzkumné kontejnery EO GP1 (JRP), zobrazování údajů na hledí helmy pilota, vylepšené displeje v kokpitu, datové spojení a vylepšené noční vidění. Všechny GR3A byly následně remotorizovány novými dvouproudovými motory Adour Mk.106.
Jaguary nesloužily ve válce v Iráku v roce 2003. Bylo sice plánováno, že budou operovat z Turecka nad severním Irákem, ale Turecko odmítlo vstup na své základny a tak byl severní útok odvolán. Požadavky ministerstva financí Spojeného království na snížení výdajů na obranu vedly 21. července 2004 ministra obrany, kterým byl Geoff Hoon, k předložení detailního plánu na vyřazení Jaguarů do roku 2007. Předpokládaný termín vyřazení v říjnu 2007 byl změněn pouhých pět dní předem na 30. dubna 2007.

### Indie

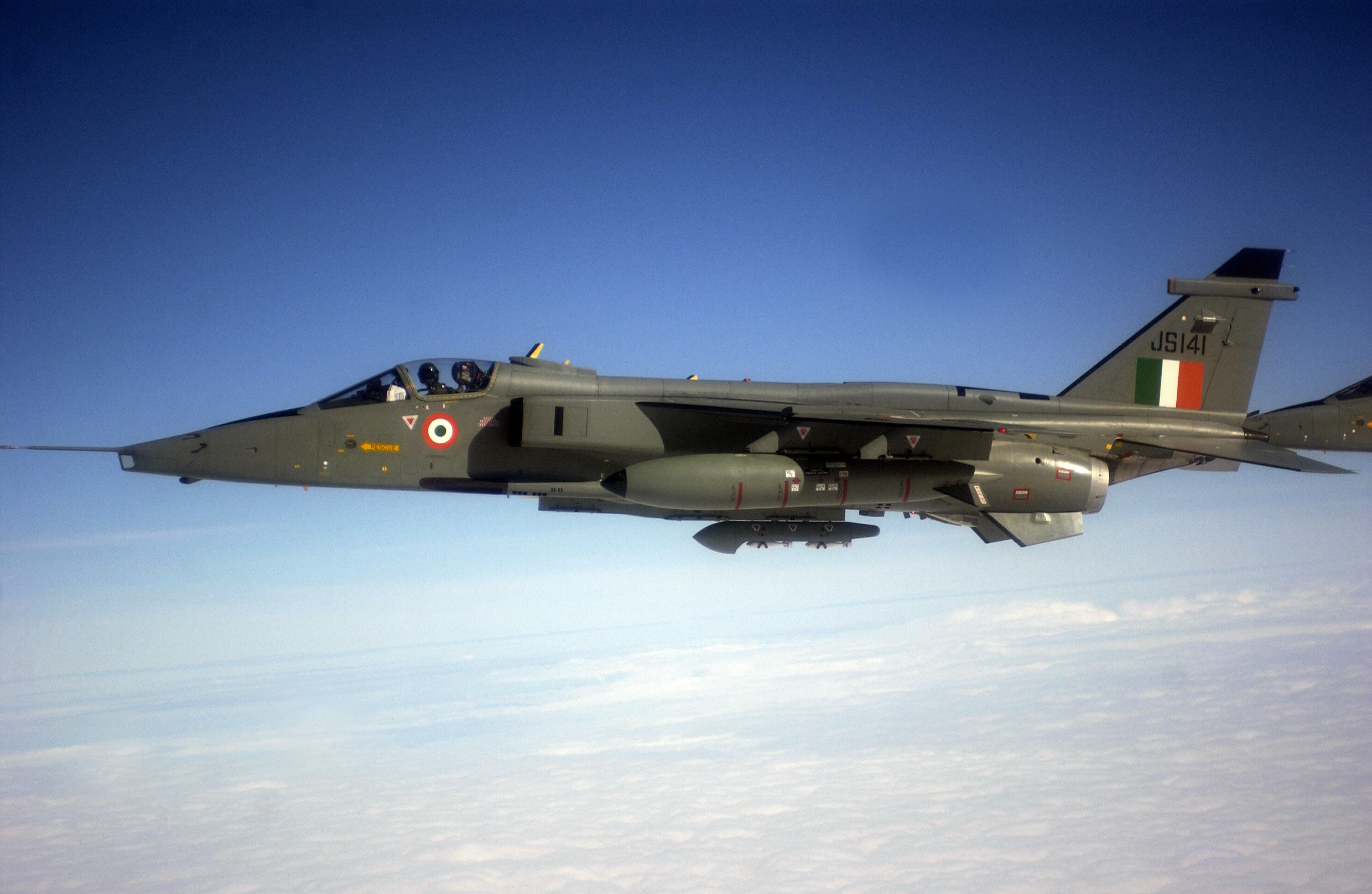
Jaguar indického letectva během cvičení Cope Thunder na Aljašce.

Indie byla oslovena jako potenciální zákazník nákupu letounů Jaguar už v roce 1968, ale odmítla, částečně proto, že nebylo jasné zda Francie a Spojené království přijmou letoun do svých služeb. Avšak o deset let později se měla stát největším exportním zákazníkem s objednávkou letounů za 1 miliardu dolarů. Jaguar byl vybrán po dlouhém a obtížném výběrovém řízení. Protikandidáty byly letouny Dassault Mirage F1 a Saab Viggen. Objednávka zněla na 40 Jaguarů postavených v Evropě ve Wartonu a 120 strojů postavených v licenci u společnosti Hindustan Aeronautics Limited (HAL) pod místním označením Shamshir („Meč“).
Jako předběžné opatření RAF zapůjčila 27. července 1979 18 Jaguarů indickému letectvu spolu s dvěma letouny již provozovanými indickým západním leteckým velitelstvím (Western Air Command). Druhou várkou letounů pro indické letectvo bylo 40 Jaguarů International postavených ve Wartonu. První letoun byl dodán v březnu 1981. Třetí várkou byla montáž 45 letounů ve společnosti HAL z dílů, které byly dovezeny jako stavebnice ze Spojeného království. První byl dopraven do Indie i květnu 1981. Další letouny již byly vyráběny v Indii bez evropské účasti.

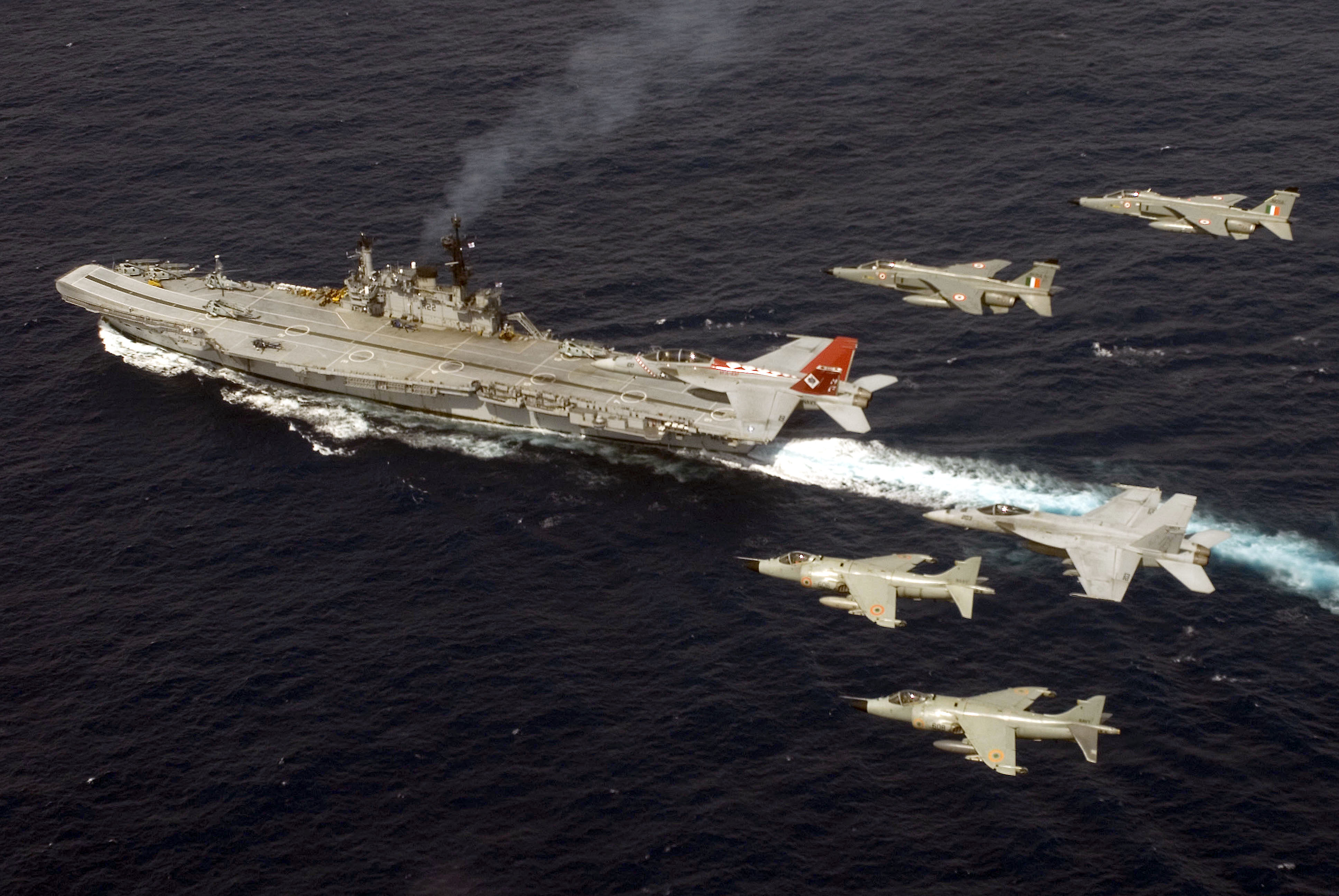
Dvojice indických Jaguarů letící ve formaci s indickými letouny Sea Harrier a F/A-18 Super Hornet nad indickou letadlovou lodí INS Viraat během cvičení Malabar.

Indické Jaguary byly používány k provádění průzkumných misí na podporu indických mírových sil na Srí Lance mezi roky 1987 a 1990. Později hrály v roce 1999 aktivní roli v Kárgilské válce s Pákistánem, ve které shazovaly laserem naváděné bomby. Indické letectvo definovalo jejich roli jako „hluboko pronikající úderné letouny“. Malý počet Jaguarů byl rovněž použit v roli protilodního letounu vybaveným střelou Sea Eagle. Jaguary zůstávají důležitou součástí indických ozbrojených sil společně s letouny Mirage 2000. Jaguar byl popsán jako jedno z mála letadel, které je schopné plnit úlohu letounu pro jaderný úder s rozumnou šancí na úspěch. Avšak indická armáda odmítla Jaguary jako nosič svých jaderných zbraní údajně proto, že nemají dostatečnou světlou výšku pod letounem k nesení indických jaderných bomb.
Jak letoun stárnul, bylo zřejmé, že avionika postrádá důležité komponenty pro provádění útoků na pozemní cíle. Mezi tyto komponenty patřil radar na sledování terénu, navigace GPS a moderní systém nočního vidění. Proto bylo uprostřed 90. let 20. století provedeno několik vylepšení, což zahrnovalo i kontejnery s ozařovači cílů. Indie objednala dalších 17 vylepšených Jaguarů u HAL v roce 1999 a dalších 20 v letech 2001–2002. Indické letectvo plánuje vylepšení 120 Jaguarů osazením nových výkonnějších motorů, buď Adour Mk.821 nebo Honeywell F125IN ke zvýšení výkonu, a to zvlášť ve středních výškách.

### Válka v Perském zálivu

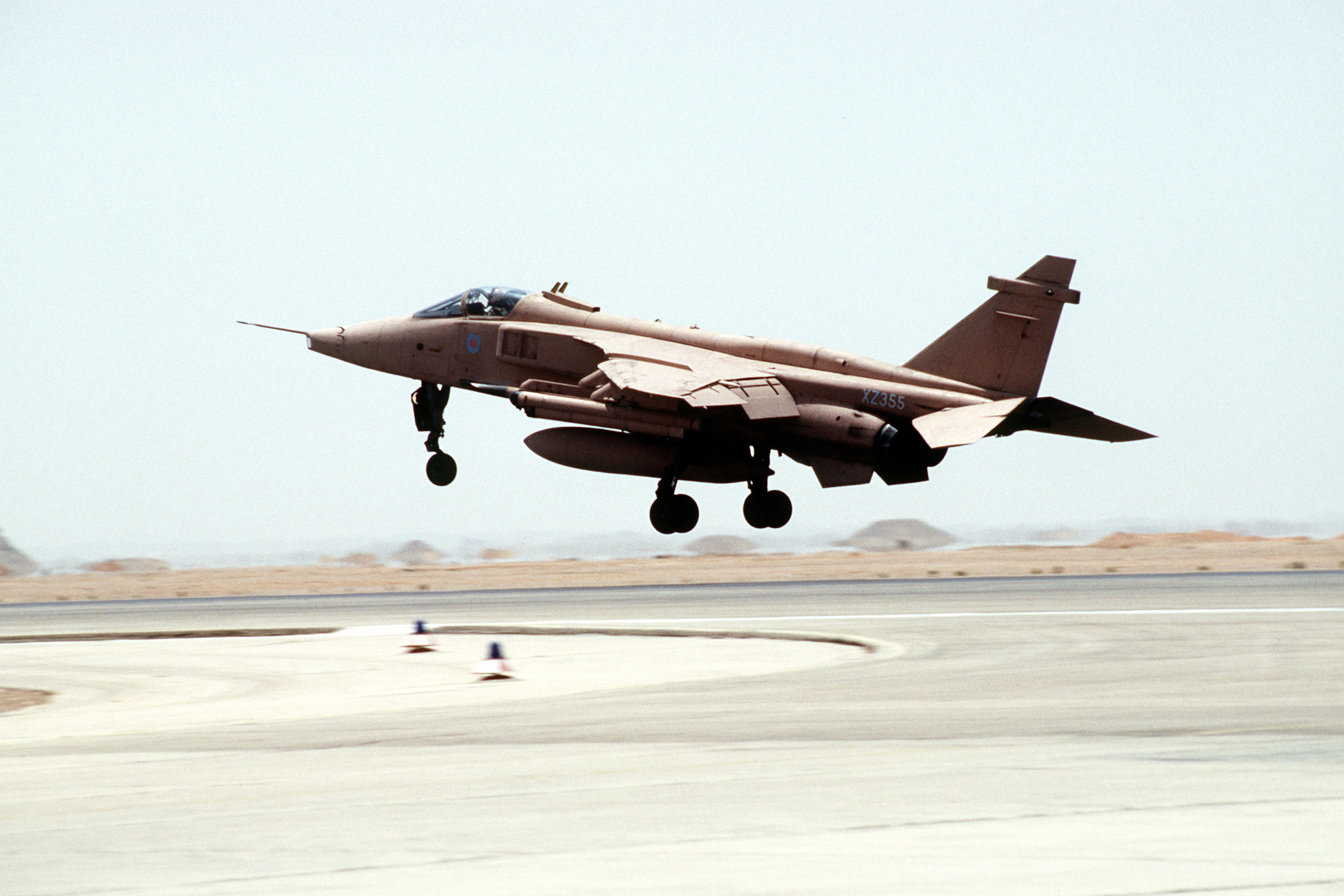
Jaguar RAF z 41. perutě přemístěný na Střední Východ startuje, aby se podílel na operaci Pouštní štít.

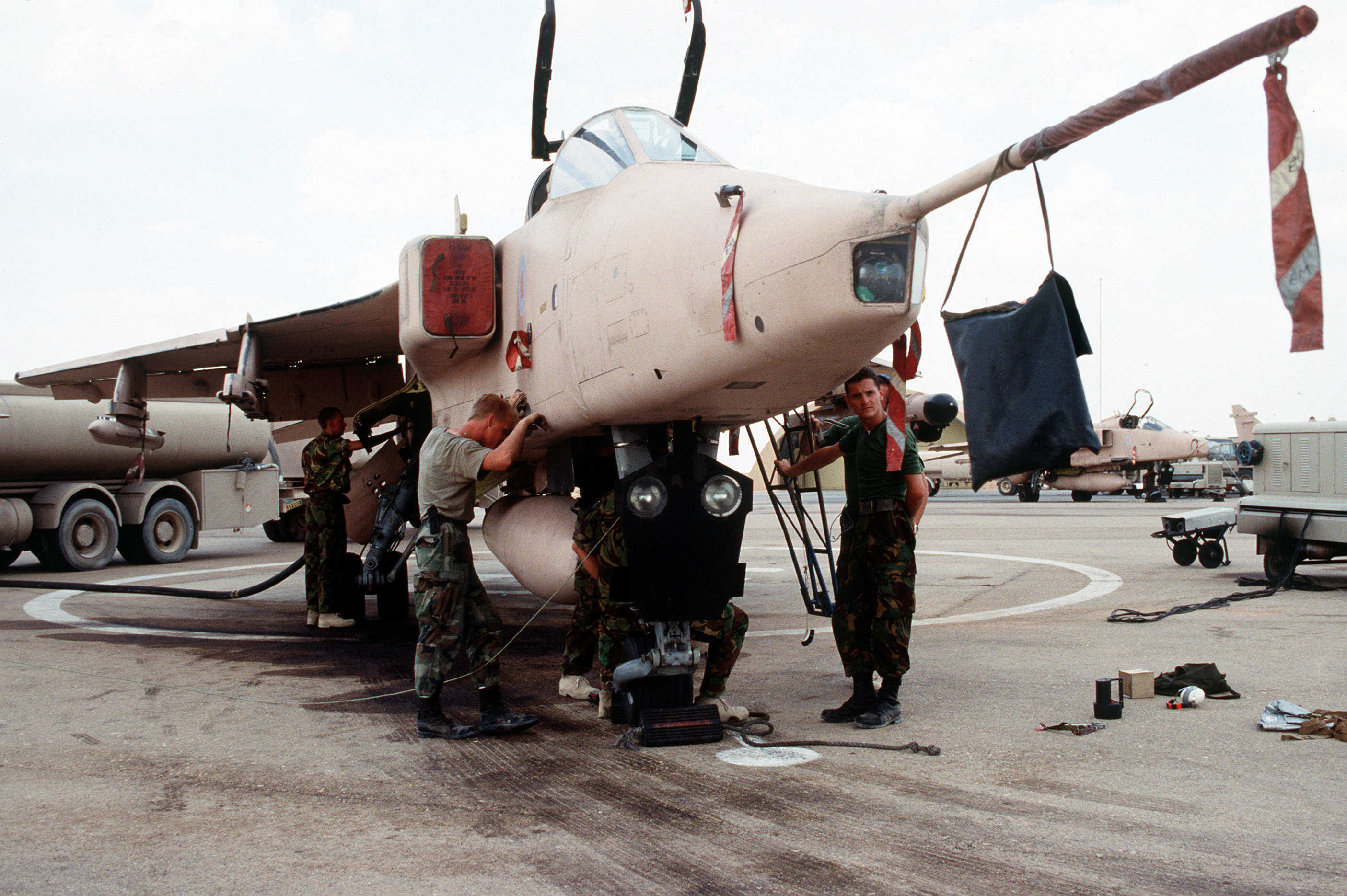
Jaguar RAF na Středním východě během doplňování paliva na zemi.

Několik dní po irácké invazi do Kuvajtu schválila britská vláda 9. srpna 1990 vyslání prvních 12 Jaguarů GR1A a 12 letounů Tornado F3 na Střední východ, aby se účastnily operace Granby (britský název pro britskou účast ve válce v Zálivu). Tyto letouny operovaly ze základen v Ománu a Bahrajnu. 23. srpna 1990 byly do regionu odeslána i peruť letounů Tornado GR1, ale tyto letouny měly v horkém podnebí problémy. Letouny Blackburn Buccaneer dorazily v lednu 1991, aby sloužily jako letouny pro značkování laserem pro letouny provádějící vlastní útoky na pozemní cíle naváděnými bombami. Během války v Zálivu obdržely Jaguary RAF několik nových zbraní. Byly to například vysokorychlostní rakety CRV7 a americké kazetové pumy CBU-87, protože kazetové pumy BL755 používané u RAF byly navrženy na vypouštění z malých výšek, a proto byly nevhodné během operací ve větších výškách, které byly v Zálivu běžné. Skupina 12 Jaguarů RAF provedla 612 bojových letů, žádný z nich nebyl ztracen. Letoun XZ364 „Sadman“ provedl 47 misí, což byl největší počet misí jediného letounu ve válce v Zálivu.
Francie rovněž přispěla svým dílem do sil koalice. V říjnu 1990 odeslala na Střední východ 8 Jaguarů A spolu s několika průzkumnými letouny Dassault Mirage F1CR. Mirage měly mnohem lepší avioniku, a proto sloužily v roli leteckých návodčích pro Jaguary. Kvůli zastaralým navigačním systémům, které nemohly letounům poskytnout požadovanou přesnost, byly britské i francouzské Jaguary urychleně vybaveny přijímači GPS, v menší míře potřebovaly úpravu i letouny Tornado. Počet francouzských Jaguarů v Saúdské Arábii dosáhl počtu 28 strojů, které vykonaly 615 bojových letů. Jeden francouzský Jaguar byl zničen iráckou protileteckou střelou. Jejich typickými cíli byly irácké obrněné jednotky, stanoviště raket Scud a námořní plavidla.
15. ledna 1991 francouzské Jaguary bombardovaly leteckou základnu Ahmed Al Jaber v Kuvajtu. Tři z nich byly poškozeny, ale všechny se vrátily na základnu. 26. ledna Jaguary a Tornada RAF zaútočily na několik baterií protilodních střel Silkworm v Kuvajtu, čímž podpořily zdání, že k pozemnímu útoku na Kuvajt dojde obojživelným útokem z moře. 30. ledna dva Jaguary RAF zničily výsadkovou loď třídy Polnocny vyzbrojenou raketami a kanóny. Irácká Republikánská garda soustředěna na saúdsko-kuvajtských hranicích byla předmětem intenzivní bombardovací kampaně několik týdnů, což přispělo k její demoralizaci. Tohoto bombardování se účastnily i spojenecké Jaguary. Jaguary také prováděly hodnotné průzkumné mise nad bojištěm pro koaliční síly. Obě země stáhly své Jaguary z oblasti v březnu 1991 s koncem operace Pouštní bouře.

### Ostatní uživatelé

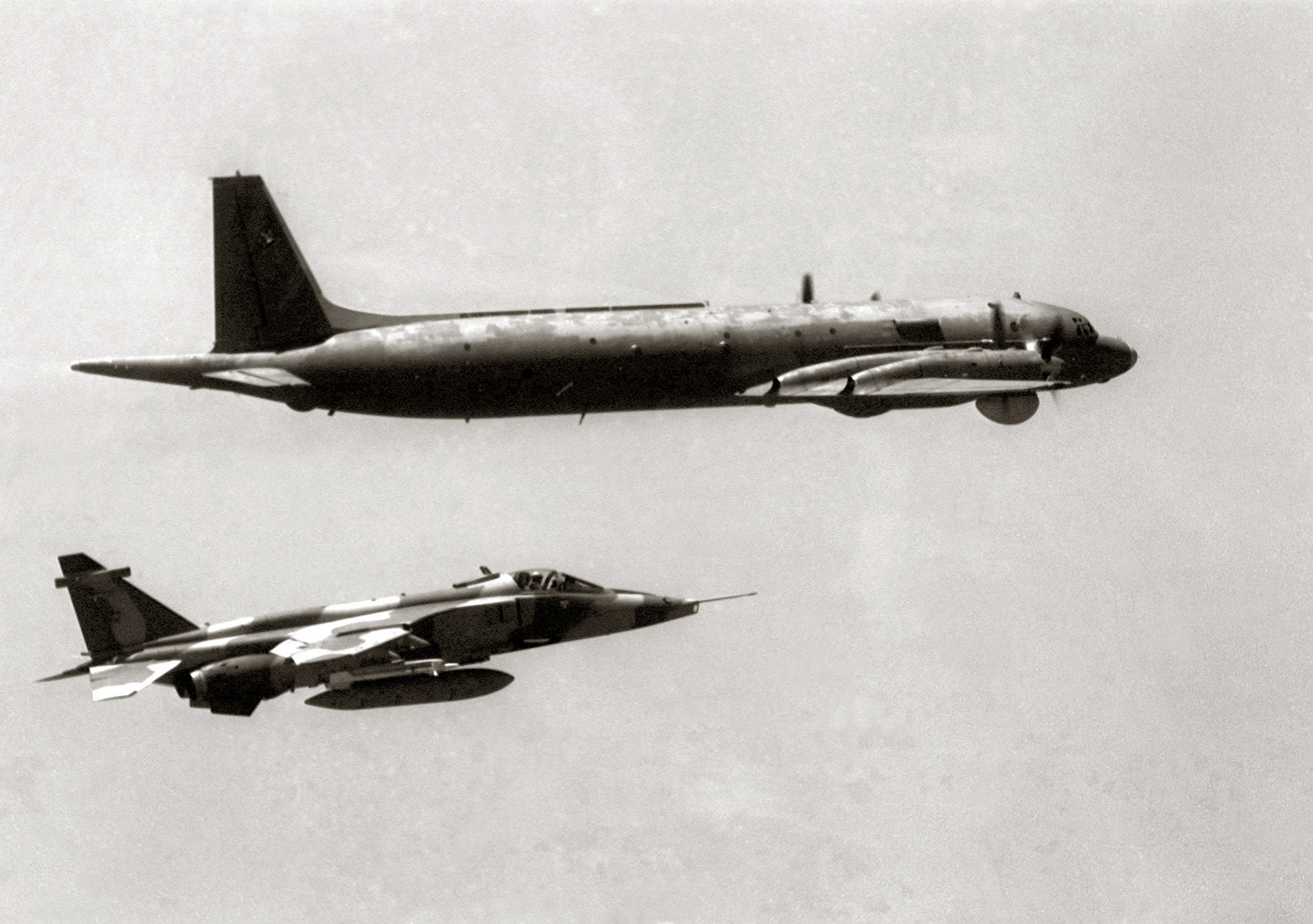
Jaguar S(O) Ománského královského letectva eskortuje letoun Il-38 v roce 1987.

Už od počátku vývoje Jaguarů se předpokládalo, že letoun bude vyvážen do zahraničí, a to včetně rozvojových zemí. V roce 1969, zatímco letoun byl stále ve stádiu vývoje prototypu, byl letoun nabídnut Švýcarsku, Indii, Japonsku, Austrálii, Nizozemsku, Belgii a Německu. Japonsko zahájilo jednání o licenční výrobě Jaguarů, ale tyto plány selhaly částečně i kvůli vysokým licenčním poplatkům, které požadoval SEPECAT. Plány Turecka vyrábět Jaguary v licenci pro vlastní letectvo také nepřinesly své ovoce. Plány na vývoz do Kuvajtu a Pákistánu se nedostaly do fáze objednávky. Kuvajt chtěl původně objednat 50 Jaguarů a 16 letounů Mirage 5, ale nakonec se rozhodl pro letouny Mirage F1. Pákistán začal uvažovat o letounech společnosti SEPECAT po americkém zamítnutí nákupu letounů LTV A-7 Corsair II kvůli zbrojnímu embargu. Nakonec se ale rozhodl pro letouny Mirage 5.
Jaguary byly úspěšně prodány do několika zámořských států. Největším odběratelem byla Indie. Exportní verze Jaguar International byla prodána ještě do Ekvádoru, Nigérie a Ománu. Ekvádorské letectvo bylo jediným latinskoamerickým odběratelem Jaguarů. Pořídilo si 10 jednomístných a 2 dvoumístné stroje, které byly oficiálně označeny Jaguar ES a EB. První z těchto 12 letounů byl dodán v lednu 1977. Byly používány hlavně pro útoky na pozemní cíle a příležitostně i pro vybojování vzdušné převahy během konfliktu s Peru (Cenepská válka), ale většina flotily byla držena v záloze pro případ, že by se konflikt s Peru rozšířil.
Nigérie objednala 13 jednomístných letounů verze SN a 5 dvoumístných BN. SEPECAT dodal první z nich v květnu 1984. Další objednávka na 18 letounů byla zrušena. Z ekonomických důvodů byly tyto letouny staženy ze služby.
Královské vzdušné síly Ománu, podobně jako Ekvádor, objednaly 10 jednomístných a 2 dvoumístné varianty označené Jaguar OS a OB. První byl dodán v březnu 1977. Druhá identická objednávka 12 letounů následovala uprostřed 80. let 20. století. K nim byly přidány dva použité letouny od IAF a RAF.

## Varianty

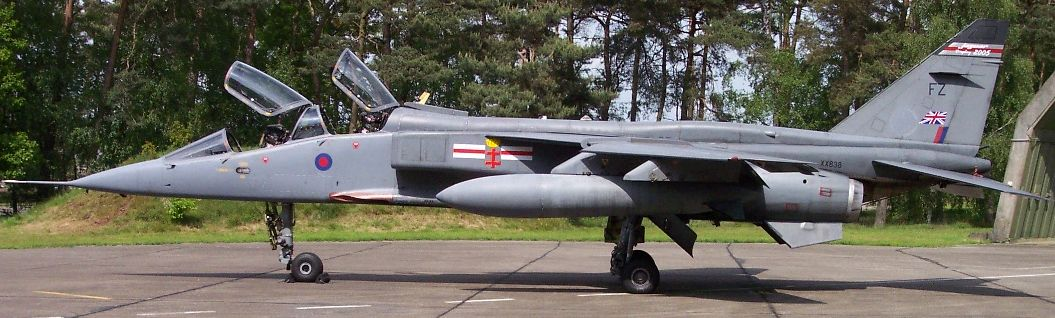
Dvoumístný cvičný letoun Jaguar T4 patřící RAF

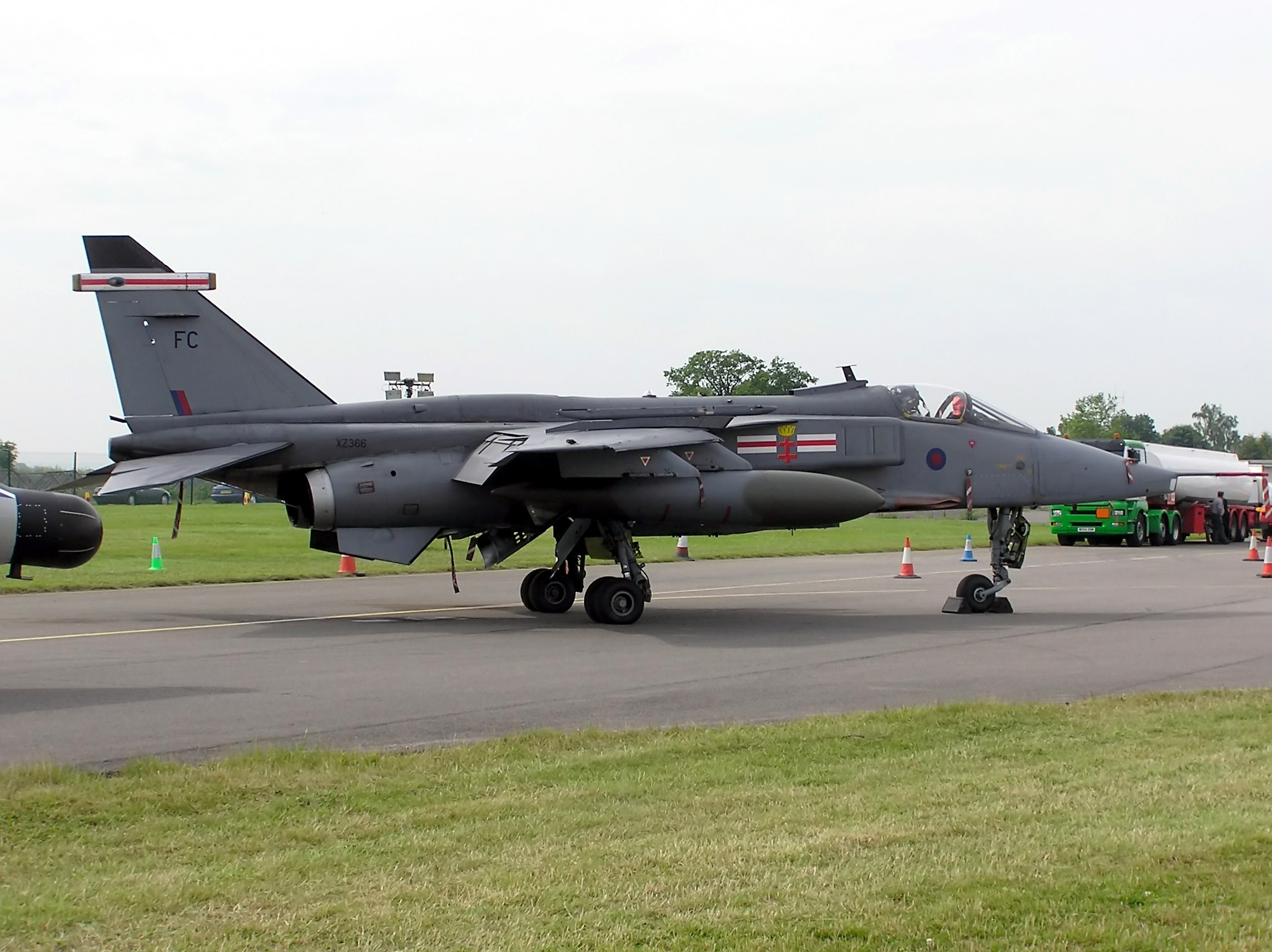
Sepecat Jaguar GR3A 41. perutě RAF na letišti Kemble, Gloucestershire, Anglie.

Jaguar A
Jednomístný letoun do každého počasí k provádění taktických úderů a útoků proti pozemním cílům vyráběný pro francouzské letectvo. Postaveny 2 prototypy a 160 sériových strojů.
Jaguar B / Jaguar T2
Dvoumístná cvičná verze pro Královské letectvo. Postaven byl jeden prototyp a 38 sériových strojů. Letoun měl schopnost útočit i proti pozemním cílům. Dva létaly u Imperiální školy zkušebních pilotů (Empire Test Pilots School) a jeden u Institutu leteckého lékařství (Institute of Aviation Medicine). Letoun byl vybaven systémem tankování za letu a jedním kanónem Aden.
- Jaguar T2A

14 Jaguarů T2 vylepšených podobně jako GR1A.
- Jaguar T2B

Dva Jaguary T2A vybavené laserovým značkovačem TIALD. Jednalo se o „neoficiální“ označení.
- Jaguar T4

Jaguary T2A vylepšené do standardu „Jaguar 96“.
Jaguar E
Dvoumístná cvičná verze pro francouzské letectvo. Byly postaveny 2 prototypy a 40 sériových strojů.
Jaguar S / Jaguar GR1
Jednomístný letoun do každého počasí k provádění taktických úderů a útoků proti pozemním cílům vyráběný pro RAF. Postaveno 165 strojů. Letoun byl vybaven navigačním a zbraňovým systémem NAVWASS, který umožňoval útoky bez použití radaru. Během výroby byl přidán pod příď letounu laserový značkovač a vyhledávač cílů. Od roku 1978 do letounů montovány motory Adour Mk.104.
- Jaguar GR1A

Jaguar GR1 s navigačním systémem NAVWASS II, výmetnicemi klamných cílů a světlic, rušičkou (ECM) a schopností nést střely Sidewinder. Bylo upraveno 75 strojů z verze GR1.
- Jaguar GR1B

Deset letounů GR1 upravených k nesení kontejnerů se systémem TIALD.
- Jaguar GR3

Avionikou Jaguar 96 vylepšené letouny GR1A.
- Jaguar GR3A

Avionikou Jaguar 97 vylepšené letouny GR1B/GR3.
Jaguar M
Jednomístný námořní úderný letoun pro francouzské námořnictvo. Postaven jeden prototyp.
Jaguar Active Control Technology
Jeden Jaguar upravený jako pátrací letadlo.
Jaguar Internacional
Exportní verze založené buď na Jaguaru S nebo Jaguaru B.
- Jaguar ES

Exportní verze Jaguaru S pro ekvádorské letectvo. 10 strojů postaveno.
- Jaguar EB

Exportní verze Jaguaru B pro ekvádorské letectvo. 2 stroje postaveny.
- Jaguar OS

Exportní verze Jaguaru S pro Omán. Postaveno 20 strojů.
- Jaguar OB

Exportní verze Jaguaru B pro Omán. Postaveny 4 stroje.
- Jaguar IS

Jednomístná verze do každého počasí pro taktické údery a útoky na pozemní cíle pro indické letectvo. 35 strojů postaveno společností BAe a 89 postaveno společností HAL (Shamser).
- Jaguar IB

Dvoumístná cvičná verze pro indické letectvo. 5 strojů postaveno BAe a 27 postaveno HAL.
- Jaguar IM

Jednomístná verze pro indické letectvo určená pro boj proti hladinovým cílům. Letouny nesou radar Agave a mohou nést protilodní střely Sea Eagle. Postaveno 12 letounů společností HAL.
- Jaguar SN

Exportní verze Jaguaru S pro nigerijské letectvo. Postaveno 13 strojů.
- Jaguar BN

Exportní verze Jaguaru B pro nigerijské letectvo. Postaveno 5 strojů.

## Specifikace (Jaguar A)

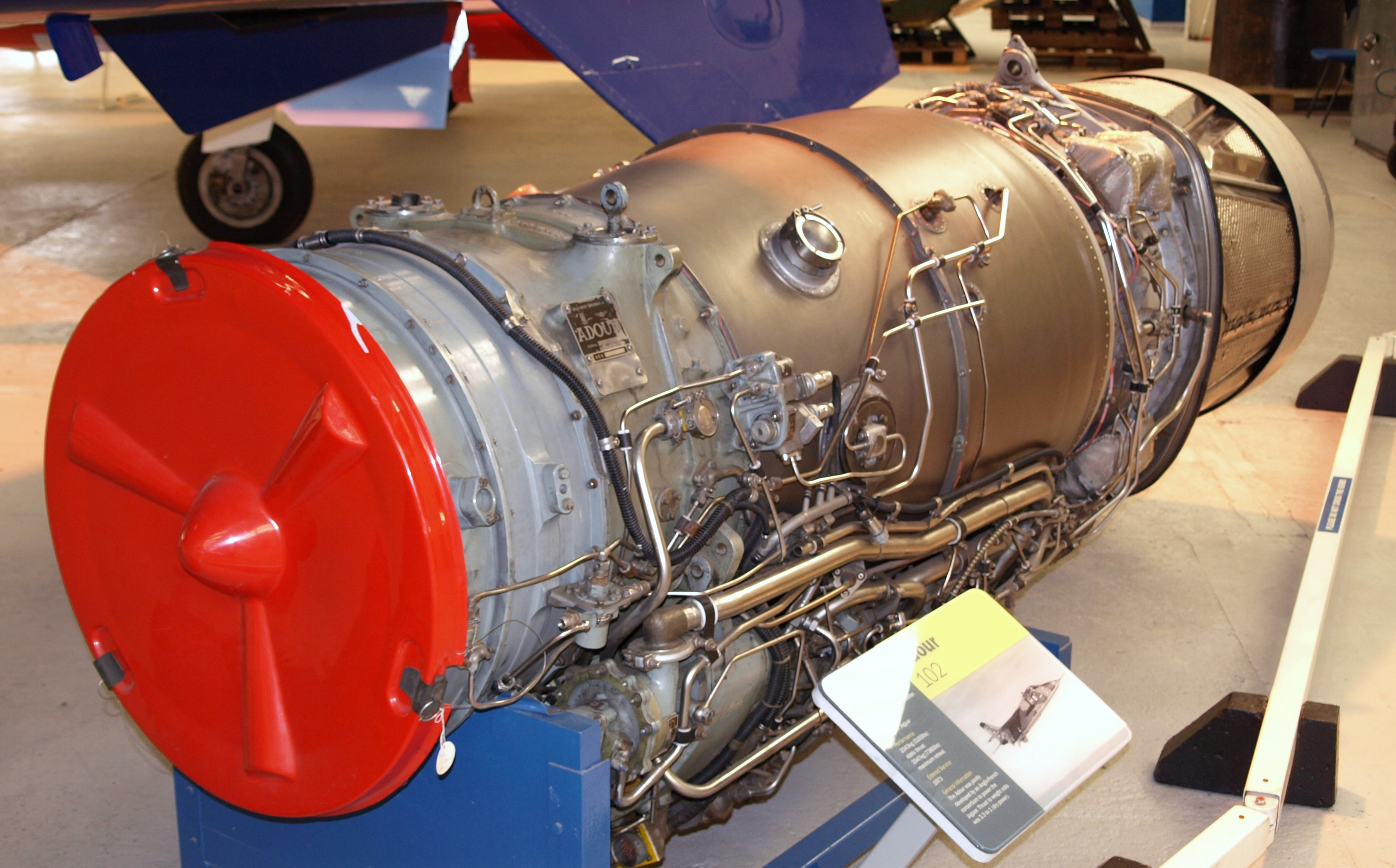
Motor Rolls-Royce Turbomeca Adour Mk 102.

Technické údaje pocházejí z publikace „Jane's All The World's Aircraft 1980–81“ a „Air Force Tac Recce Aircraft: NATO and Non-aligned Western European Air Force Tactical Reconnaissance Aircraft of the Cold War“.

### Technické údaje
- Posádka: 1
- Rozpětí: 8,69 m
- Délka: 16,83 m (včetně trubice na přídi letounu)
- Výška: 4,89 m
- Nosná plocha: 24,2 m²
- Plošné zatížení: 649 kg/m²
- Prázdná hmotnost: 7 000 kg
- Max. vzletová hmotnost : 15 700 kg
- Pohonná jednotka: 2× dvouproudový motor Rolls-Royce/Turbomeca Adour Mk 102
- Tah pohonné jednotky: 22,75 kN (32,5 kN s přídavným spalováním)

### Výkony
- Cestovní rychlost: ? km/h ve výšce ? m
- Maximální rychlost: 1 699 km/h (917 uzlů, 1 056 mph, Mach 1,6) ve výšce 11 000 m (36 000 stop)
- Dolet: 908 km (490 námořních mil, 564 mil)
- Maximální přeletová vzdálenost: 3 524 km (1 902 námořních mil, 2 190 mil)
- Dostup: 14 000 m[116] (45 900 stop)
- Stoupavost: ? m/s (? m/min)

### Výzbroj

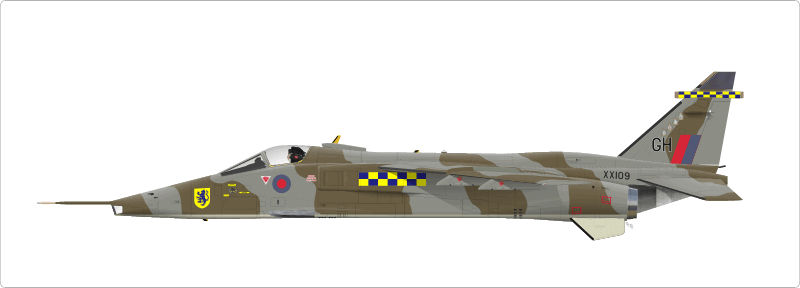
SEPECAT Jaguar GR1

- 2× letecký kanón DEFA ráže 30 mm, 150 nábojů na kanón
- 5× externí závěsník (4× pod křídly a 1× pod trupem) s nosností 4 500 kg (10 000 liber), které umožňují nést:
  - Pumy:
    - Různé kombinace neřízených a laserem naváděných bomb nebo
    - 1× jaderná puma AN-52

  - Rakety:
    - 8× raketnice, každá s 18 ks neřízených raket 68 mm SNEB

  - Řízené střely:
    - Protiradarové střely AS.37 Martel nebo
    - Laserem naváděné střely vzduch-země AS-30L.
    - 2× střely vzduch-vzduch R550 Magic pod křídly

  - Ostatní:
    - Kontejnery pro elektronické rušení (ECM)
    - Kontejner s průzkumným vybavením
    - Kontejner ATLIS pro laserové/optické označování cílů
    - Přídavné nádrže

## Uživatelé
Indie

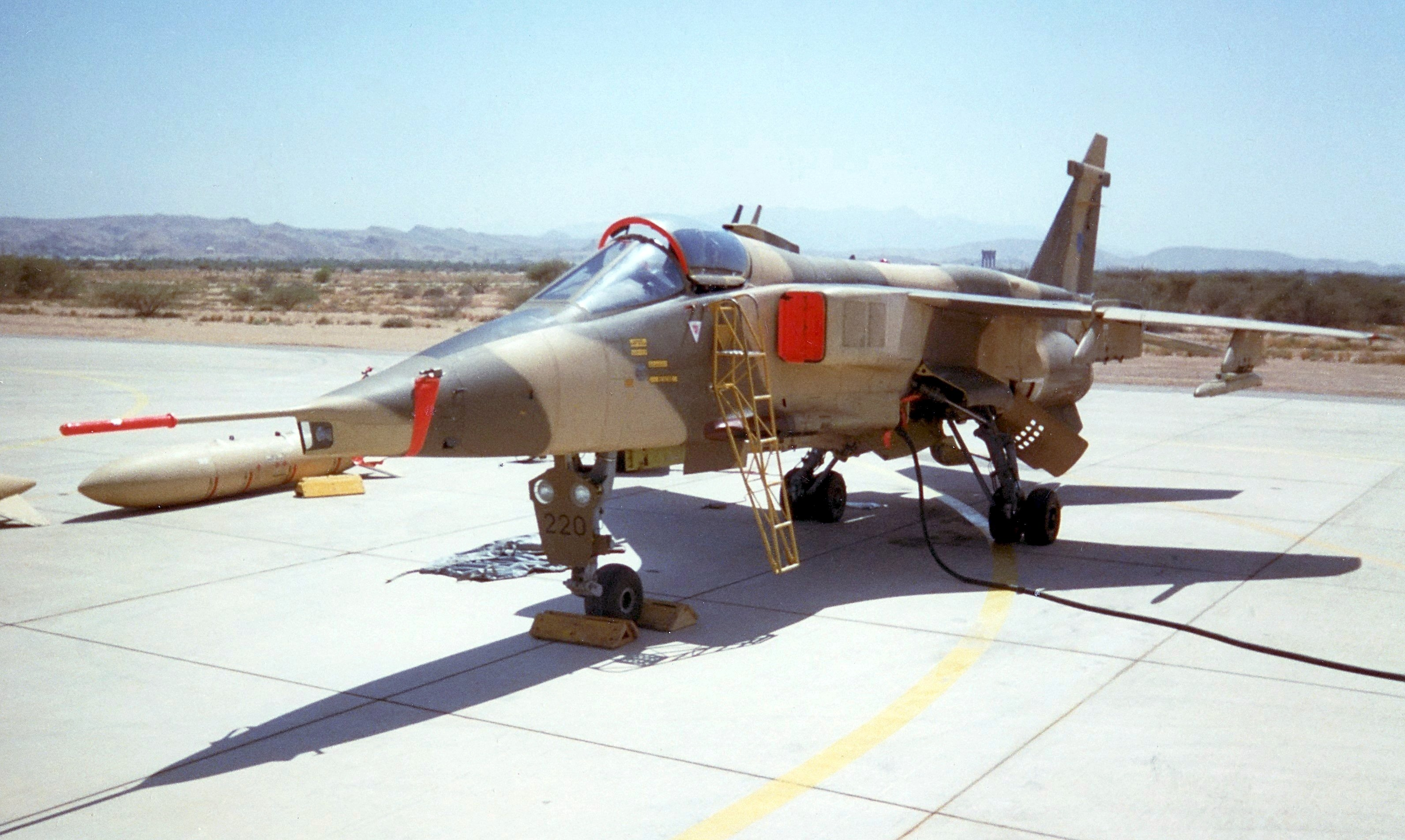
SEPECAT Jaguar S(O) ománského královského letectva.

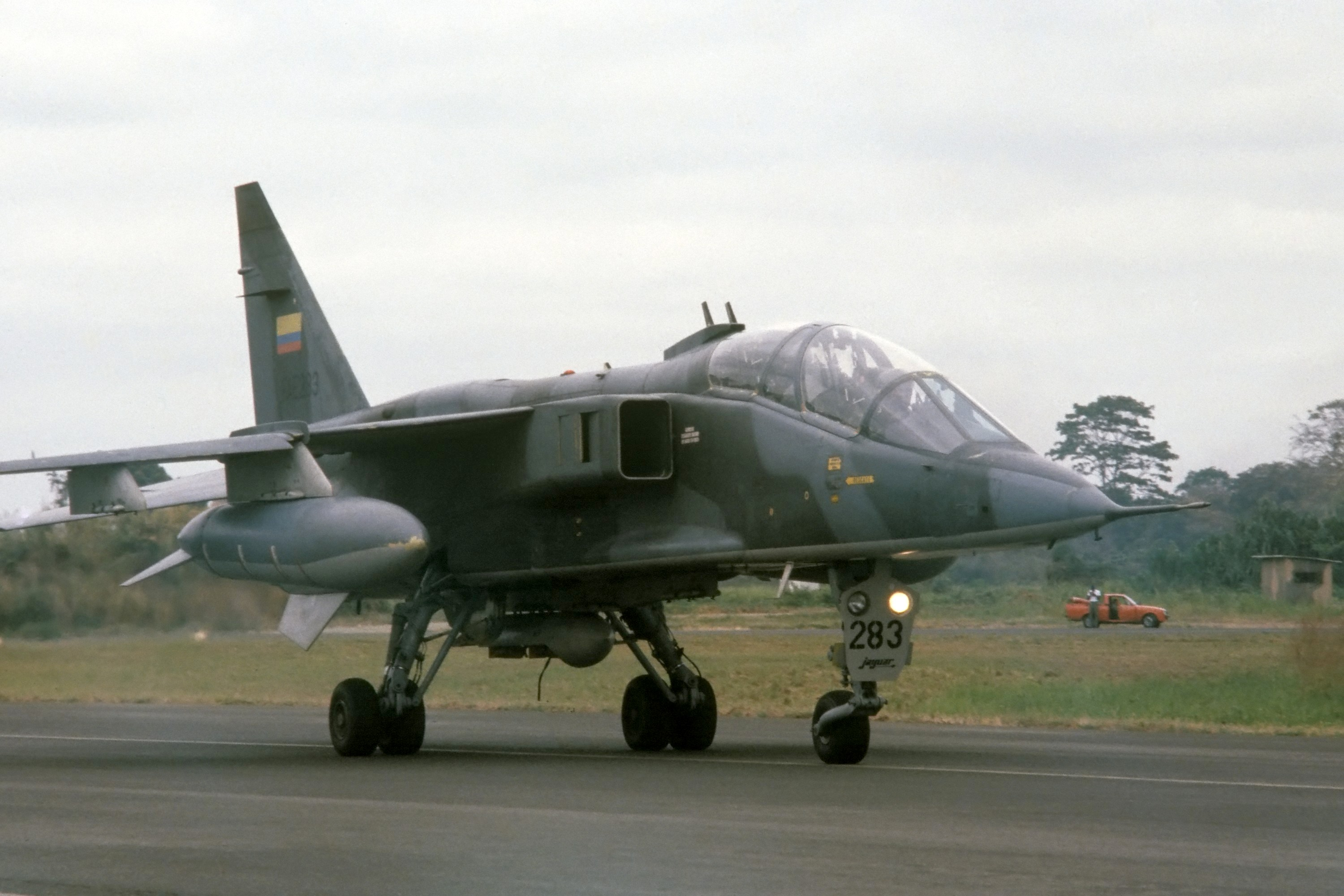
Dvoumístný Jaguar EB ekvádorského letectva.

- Indické letectvo – koupilo 35 letounů Jaguar IS a 5 letounů Jaguar IB z Anglie. V licenci bylo vyrobeno dalších 89 letounů Jaguar IS, 27 letounů Jaguar IB a 12 námořních letounů Jaguar IM. V současnosti indické letectvo provozuje šest letek po 20 letounech, tj. celkem 120 strojů. Asi 60 z nich by mělo být do roku 2022 zmodernizováno na standard DARIN III. Tato vylepšení budou zahrnovat AESA radar Elta ELM-2052, dva nové víceúčelové displeje, navigační systém, systém elektronického boje a integraci raket ASRAAM.[117]

### Bývalí
Ekvádor
- Ekvádorské letectvo – objednalo v roce 1974 10 jednomístných ES a 2 dvoumístné EB. Letadla byla dodána v roce 1977. V roce 1991 byly na doplnění dodány 3 Jaguar GR.1 od RAF.[113][118] Stroje byly již vyřazeny ze služby.

 Francie
- Francouzské letectvo – provozovalo 160 Jaguarů A a 40 Jaguarů E. Všechny letouny byly již vyřazeny.

 Nigérie
- Nigerijské letectvo – objednalo 13 Jaguarů SN a 5 Jaguarů BN v roce 1983, které byly dodány v roce 1984.[114][118] V roce 1991 byly staženy z provozu z ekonomických důvodů.[114]

 Omán
- Královské vzdušné síly Ománu – zakoupily 10 Jaguarů OS a 2 OB v roce 1974. Stejná objednávka následovala v roce 1980. Tato letadla byla v letech 1982 a 1986 doplněna o bývalé stroje RAF T2 a GR1.[114][118] Ománské Jaguary byly v 90. letech 20. století upraveny na plný standard GR3A.[119]

' Spojené království
- Royal Air Force – provozovalo 165 letounů Jaguar S (Jaguar GR1) a 35 letounů Jaguar B (Jaguar T2). Letouny byly průběžně modernizovány a přeznačovány. Všechny již byly vyřazeny.
- Imperiální škola zkušebních pilotů – používala 2 stroje Jaruar B[120]
- Institut leteckého lékařství – používal 1 stroj Jaguar B.

#### Podobná letadla
- LTV A-7 Corsair II
- IAR-93
- MiG-27
- Mitsubishi F-1
- Soko J-22 Orao
- Xian JH-7